# Tripartit
En política, un govern tripartit (o simplement un tripartit) és un govern de coalició format per tres formacions polítiques.
La Generalitat de Catalunya va estar governada per governs tripartits en els set anys que van de novembre del 2003 a novembre del 2010.

## El primer tripartit català
El primer tripartit és el que es va formar arran de les eleccions del 16 de novembre de 2003 pel Partit dels Socialistes de Catalunya-Ciutadans pel Canvi (PSC-CpC), Esquerra Republicana de Catalunya-Catalunya 2003 (ERC) i Iniciativa per Catalunya Verds-Esquerra Unida i Alternativa (ICV-EUiA) a pesar que Convergència i Unió havia guanyat en nombre d'escons.
El primer tripartit formalment es va estendre des del 20 de desembre de 2003 al 28 de novembre de 2006.
Així, el 14 de desembre de 2003 els màxims dirigents de les tres formacions signaren l'Acord per a un Govern Catalanista i d'Esquerres a la Generalitat de Catalunya, també conegut com a «Pacte del Tinell» (en referència al lloc on es va signar, el Saló del Tinell del Palau Reial Major de Barcelona), del qual sorgí un govern presidit pel socialista Pasqual Maragall i format per 16 consellers (8 del PSC, 6 d'ERC i 2 d'ICV-EUiA).
Aquest primer govern tripartit va tenir una vida molt agitada, marcada pel procés d'elaboració del nou Estatut i sotmès a diverses crisis de govern i polèmiques múltiples que, en certa manera, en van amagar la gestió diària.
L'11 de maig de 2006, arran de l'anunci d'ERC que la formació demanaria el vot negatiu en el referèndum sobre el nou Estatut, el president Pasqual Maragall va decidir, sense consultar-ho amb els seus socis de govern, expulsar els consellers d'ERC del govern. Aquest fet va suposar el pas d'ERC a l'oposició, així com fortes crítiques d'ICV-EUiA, formació que es va negar a gestionar cap de les conselleries vacants i que va condicionar el seu suport a Maragall al fet que aquest convoqués eleccions anticipades després que es fes el referèndum estatutari.
El 21 de juny de 2006 el president Pasqual Maragall anuncià que no es tornaria a presentar com a candidat, i que deixava via lliure d'aquesta manera perquè el 26 de juny la comissió executiva del PSC proposés el seu primer secretari, José Montilla, que aleshores era ministre d'Indústria del Govern espanyol, com a candidat a la presidència de la Generalitat de Catalunya.

## El segon tripartit català
El resultat de les eleccions de l'1 de novembre de 2006 feu possible la reedició del tripartit, malgrat que Convergència i Unió havia tornat a guanyar les eleccions en vots i escons, ja que les tres forces polítiques que el formaven sumaren 70 escons, dos més dels 68 que suposen la majoria al Parlament. Aquesta possibilitat es materialitzà pocs dies després, quan les esmentades forces van arribar a un acord per reeditar aquesta fórmula de govern, ara batejada com a Entesa Nacional pel Progrés i amb el nou candidat socialista José Montilla com a president. Sovint s'interpreta aquesta decisió com a contrària a la voluntat del PSOE, que hauria vist amb millors ulls un acord del PSC amb Convergència i Unió, atesa la posició cada cop més independentista d'ERC, tendència que ha estat qualificada de «deriva sobiranista»; tot i així la postura que oficialment adoptà el PSOE fou la de respectar la lliure decisió del PSC respecte de les seves aliances a Catalunya.
El segon tripartit es va estendre formalment des del 28 de novembre de 2006 al 27 de desembre de 2010.
El segon tripartit volia allunyar-se de les picabaralles públiques que van marcar el primer govern i va posar la prioritat en l'acció social. Entre les lleis aprovades sota aquest segon tripartit destaquen la llei d'erradicació de la violència masclista i la llei de serveis socials, entre d'altres.
Amb la contundent derrota a les eleccions del 28 de novembre del 2010, que pateixen especialment el PSC i ERC, es fa inviable una nova reedició del Tripartit que, d'altra banda, Montilla ja hi havia renunciat abans de l'inici de la campanya electoral.